# Melampus
Melampus (în greaca veche: Μελάμπους, Melampous; latină:  Melampus) este un personaj din mitologia greacă. Conform tradiției, a fost un celebru  prezicător și medic, venerat în numeroase locuri din Grecia antică. A domnit ca rege în Argos și este considerat întemeietorul castei profetice a Melampodizilor, formată din urmașii săi, cărora le-a transmis ca moștenire darul divinației.

## Etimologie
Numele personajului este compus din cuvintele grecești μέλας, μέλανος (melas, melanos = negru, negricios, întunecat) și ποῦς, ποδός (pous, podos = picior), însemnând în sens propriu „picior negru”, iar adjectival „cel cu picioare negre”. Folosirea formei de singular reprezintă o sinecdocă și nu implică faptul că Melampus ar fi avut un singur picior sau că doar unul dintre ele ar fi fost negru (aceeași formă este prezentă și în compunerea numelui Οἰδίπους, Oidipous = Oedip).
O legendă atestată cel puțin din sec. IV î. Hr. explică astfel numele lui Melampus: după ce l-a născut, mama sa l-a așezat la umbra unui copac, dar picioarele i-au rămas descoperite și i-au fost arse de soare, de unde și culoarea lor negricioasă. În această explicație se regăsește și un ecou vag al schemei mitice mai larg răspândite conform căreia puterile cognitive speciale ale unui prezicător sunt contrabalansate de o infirmitate fizică.

## Genealogie
Tatăl lui Melampus a fost Amythaon, fiul lui Cretheus și al lui Tyro. Cretheus a fost regele întemeietor al cetății Iolcos din Thesalia și unul dintre cei opt fii ai lui Aiolos, strămoșul legendar al tuturor triburilor eoliene. Amythaon i-a avut ca frați buni pe Aison și Pheres, iar ca frați vitregi pe gemenii Pelias și Neleu (fiii mamei lui, Tyro, cu zeul Poseidon). După ce Pelias a uzurpat tronul din Iolcos, înlăturându-l pe succesorul legitim Aison (tatăl eroului Iason, conducătorul argonauților), Amythaon și ceilalți frați ai lui au fost nevoiți să părăsească cetatea și să se stabilească la Pylos, în Mesenia.
Acolo, Amythaon s-a căsătorit cu Eidomene (fiica fratelui său, Pheres, conform uneia dintre versiuni), cu care a avut patru copii: doi băieți, pe Bias și Melampus, și două fete, pe Aiolia și Perimela (sau Perimele). Copiii lui Amythaon și urmașii acestora sunt desemnați uneori ca formând neamul Amythaonizilor, răspândit ulterior în întregul Peloponez.
Nu există o concordanță deplină a surselor literare în ceea ce privește identitatea mamei lui Melampus. Uneori, chiar în cadrul aceluiași text sunt prezente mai multe variante diferite. Astfel, în Biblioteca lui Apollodor, Eidomene este descrisă fie ca fiica lui Pheres (și deci nepoata lui Amythaon), fie ca fiica lui Abas, probabil regele mitic din Argos. După alte versiuni, numele soției lui Amythaon ar fi fost Aglaia sau Rhodope.